# 小野満とスイングビーバーズ
小野満とスイング・ビーバーズ（おのみつる-。英名MITSURU ONO & HIS SWING BEAVERS）は、過去に活動していた日本のビッグバンド（ジャズ・オーケストラ）である。

## 結成
1956年に、名ベーシストの小野満により、東京上野のダンスホール「新世紀」の専属バンドとして結成された。名実ともに、当時の日本を代表するビッグバンドであった。スイング・ビーバーズ結成の動機は、「この世界に入って18年間、前々からこのようなバンドの編成を考えていたところ、新世紀の社長からやってみないか･･･との話があり、喜んで話を進めることとなった。」（小野満　談、当時の新聞より）

## 主な活動

### 紅白歌合戦
- 1967年 第18回NHK紅白歌合戦 － 白組演奏
- 1968年 第19回NHK紅白歌合戦 － 紅組演奏（前半のみ）
- 1969年 第20回NHK紅白歌合戦 － 紅組演奏（後半のみ）
- 1970年 第21回NHK紅白歌合戦 － 紅組演奏
- 1971年 第22回NHK紅白歌合戦 － 白組演奏
- 1972年 第23回NHK紅白歌合戦 － 白組演奏
- 1973年 第24回NHK紅白歌合戦 － 白組演奏
- 1974年 第25回NHK紅白歌合戦 － 白組演奏
- 1975年 第26回NHK紅白歌合戦 － 白組演奏
- 1976年 第27回NHK紅白歌合戦 － 白組演奏
- 1977年 第28回NHK紅白歌合戦 － 白組演奏
- 1978年 第29回NHK紅白歌合戦 － 白組演奏
- 1979年 第30回NHK紅白歌合戦 － 白組演奏
- 1980年 第31回NHK紅白歌合戦 － 白組演奏
- 1981年 第32回NHK紅白歌合戦 － 白組演奏
- 1982年 第33回NHK紅白歌合戦 － 白組演奏
- 1983年 第34回NHK紅白歌合戦 － ステージ演奏、これが最後の紅白歌合戦での演奏となった。

### 活動休止
1984年までは活動を行っていたが、1985年を以って活動休止。はっきりとした解散宣言は行っていない。活動休止の背景はフルバンドによる音楽演奏の需要が減っていたこと、もともと小野が長く仕事をする気がなく55歳定年と思っていたこと、小野が糖尿病を患いバンド維持を行うだけの体力が無くなっていたことなどがある。活動休止後、小野は裏方に回り、意に添う仕事の製作・プロデュースを行い、悠々自適の生活を送っていたが1990年代以後は怪我や病によって療養を余儀なくされ、2008年にひっそりと世を去った。

### その他
- 1977年　小野満の故郷である千葉県市原市の市原市市民会館において、『小野満　音楽芸能生活30周年記念リサイタル』を3日間に渡り開催。この際の演奏は『ビッグ・バンド・スペシャル － 小野満　音楽芸能生活30周年記念リサイタル』というタイトルで、レコード化されている。

## メンバー
- 指揮者・バンドマスター　小野満
- サキソフォン　真壁秀雄/ 田中五郎/田口裕一/滝沢四十次/横山俊宏/大村利正/森守/竹村しげる/土屋勝利/伊達克彦/佐野正明/永井巌/布施一郎/山崎一男/稲田勝巳/遠藤茂/竹谷洋/友山満/綱川太利/黒田一義/野村昌弘/副田信孝/堀内徹/加塩人嗣
- トランペット　 梶原本晴/川井錦一郎/加藤義茂/切島敏雄/前多良紀/林鉄雄/河本豊弘/白磯哮/中川善弘/中谷勝/佐藤和彦/武内哲夫/東タケオミ/川崎金一/土持城彦/佐波博/吉田邦夫
- トロンボーン　 萩森守/佐藤尚男/合田健二/松浦一夫/田中重雄/中野重夫/谷川金市/三田治美/白須正義/栗崎優二
- ギター　 チャーリー脇野
- ベース　 三浦孝英/小倉新平/大野栄男/山崎一男
- ドラムス　 八田克幸/杉下昭太/石松元/大石恒夫/藤川末男/上地康夫/山田昭男
- ピアノ　 早乙女健二/宮下優/佐藤健治/本田宏志
- ヴォーカル　加納ひろし/ 石松満/石松悟
- その他　 宮路オサム/小出嘉彦

### メンバーのサイトへのリンク
- 宮路オサム 宮路オサム「おっ君通信」[リンク切れ]
- 石松満 Vocal ISHIMARSU,MITSURU / 凡[リンク切れ]
- 栗崎優二 アーパー栗崎 - ウェイバックマシン（2004年5月20日アーカイブ分）
- 三田治美 三田塾 - ウェイバックマシン（2016年3月4日アーカイブ分）
- 加塩人嗣  hitoshikashio.moo.jp